# OPN1MW
OPN1MW (англ. Opsin 1, medium wave sensitive 3) – білок, який кодується однойменним геном, розташованим у людей на X-хромосомі. Довжина поліпептидного ланцюга білка становить 364 амінокислот, а молекулярна маса — 40 584.
| 10         |  | 20         |  | 30         |  | 40         |  | 50         |
| ---------- |  | ---------- |  | ---------- |  | ---------- |  | ---------- |
| MAQQWSLQRL |  | AGRHPQDSYE |  | DSTQSSIFTY |  | TNSNSTRGPF |  | EGPNYHIAPR |
| WVYHLTSVWM |  | IFVVIASVFT |  | NGLVLAATMK |  | FKKLRHPLNW |  | ILVNLAVADL |
| AETVIASTIS |  | VVNQVYGYFV |  | LGHPMCVLEG |  | YTVSLCGITG |  | LWSLAIISWE |
| RWMVVCKPFG |  | NVRFDAKLAI |  | VGIAFSWIWA |  | AVWTAPPIFG |  | WSRYWPHGLK |
| TSCGPDVFSG |  | SSYPGVQSYM |  | IVLMVTCCIT |  | PLSIIVLCYL |  | QVWLAIRAVA |
| KQQKESESTQ |  | KAEKEVTRMV |  | VVMVLAFCFC |  | WGPYAFFACF |  | AAANPGYPFH |
| PLMAALPAFF |  | AKSATIYNPV |  | IYVFMNRQFR |  | NCILQLFGKK |  | VDDGSELSSA |
| SKTEVSSVSS |  | VSPA       |  |            |  |            |  |            |

A: Аланін

C: Цистеїн

D: Аспарагінова кислота

E: Глутамінова кислота

F: Фенілаланін

G: Гліцин

H: Гістидин

I: Ізолейцин

K: Лізин

L: Лейцин

M: Метіонін

N: Аспарагін

P: Пролін

Q: Глутамін

R: Аргінін

S: Серин

T: Треонін

V: Валін

W: Триптофан

Кодований геном білок за функціями належить до рецепторів, g-білокспряжених рецепторів, білків внутрішньоклітинного сигналінгу, фосфопротеїнів. 
Білок має сайт для зв'язування з хромофором. 
Локалізований у клітинній мембрані.